# J-League Tactics Soccer
J-League Tactics Soccer (Jリーグ　タクティクス・サッカー) és un videojoc de futbol per la Nintendo 64. Es va llançar només al Japó el 1999. El videojoc té la llicència oficial dels jugadors i equips de la lliga japonesa J-League.